# ألسي أوسو
ألسي أوسو ( بالانجليزية : Elsie Owusu ) هي مهندسة معمارية بريطانية مولودة في غانا، وهي عضو مؤسس وأول رئيس لجمعية المهندسين المعماريين السود. ومن المعروف أيضا أنها شاركت في قيادة تجديد المحكمة العليا للمملكة المتحدة في عام 2009. وعملت في غرين بارك (محطة مترو أنفاق لندن).

## تعليمها ووظيفتها
التحقت أوسو بمدرسة ستريثام وكلافام هاي ( بالانجليزية : streamtham and clapham high ) بلندن.

## الجوائز
تم التصويت عليها كأفضل سيدة أعمال أفريقية لعام 2014.
حصلت على وسام الإمبراطورية البريطانية في قائمة الملكة لأعياد الميلاد لعام 2003.